# Mesochorus ottawaensis
Mesochorus ottawaensis är en stekelart som först beskrevs av Alan John Harrington 1892.  Mesochorus ottawaensis ingår i släktet Mesochorus och familjen brokparasitsteklar. Inga underarter finns listade i Catalogue of Life.